# Front Democràtic de Cabinda
El Front Democràtic de Cabinda (portuguès: Frente Democratica de Cabinda, FDC) és un grup rebel separatista que lluita per la independència de la província de Cabinda a Angola.
Els rebels de Cabinda van segrestar i demanar rescatar treballadors petroliers estrangers durant els anys 90 a Angola, per tal de finançar nous atacs contra el govern nacional. Els militants de Front d'Alliberament de l'Enclavament de Cabinda (FLEC) van detenir els autobusos, forçant a baixar als treballadors de Chevron Oil, i van incendiar-los el 27 de març i el 23 d'abril de 1992. Es va dur a terme una batalla a gran escala lloc entre el FLEC i la policia a Malongo el 14 de maig en el qual 25 trets de morter arribaren accidentalment a un compost proper de Chevron. El govern, tement la pèrdua de la seva principal font d'ingressos, va començar a negociar amb representants del Front per l'Alliberament de l'Enclavament de Cabinda-Renovat (FLEC-R), les Forces Armades de Cabinda (FLEC-FAC), i el Front Democràtic de Cabinda (FDC) el 1995. El mecenatge i el suborn no va suavitzar la ira del FLEC-R i FLEC-FAC i van acabar les negociacions. Al febrer de 1997, FLEC-FAC va segrestar dos empleats de l'empresa de fusta Inwangsa SDN, matant-ne un i alliberant-ne l'altre després de rebre un rescat de 400,000 dòlars. El FLEC-FLAC va segrestar 11 persones l'abril de 1998, nou angolesos i dos portuguesos, alliberats per un rescat de 500,000 dòlars. El FLEC-R va segrestar cinc empleats d'enginyeria petroliera Byansol, dos francesos, dos portuguesos i un angolès, el març de 1999. Mentre els militants van alliberar els angolesos, el govern va complicar la situació prometent als dirigents rebels 12.5 milions de dòlars per als ostatges. Quan António Bento Bembe, el president de FLEC-R, va aparèixer, les Forces Armades Angoleses el va arrestar amb els seus guardaespatlles. L'exèrcit angolès posteriorment va alliberar a la resta dels ostatges el 7 de juliol. Al final de l'any, el govern havia arrestat el lideratge de les tres organitzacions rebels.